# Rosa de Santana Lopes
Rosa de Santana Lopes, segunda baronesa de Santana, (São Sebastião, c. 1804 — Rio de Janeiro, 18 de dezembro de 1884) foi uma nobre brasileira.
Filha do capitão Manuel de Santana Lopes e de Engrácia Maria de Toledo Ribas.
Foi dama do paço, onde participou da educação da princesa Isabel, que a chamava de mãe Rosa, e de sua irmã, a princesa Leopoldina. Foi nomeada dama do Paço Imperial por decreto de 7 de agosto de 1846 e, mais tarde, aia das princesas filhas de D. Pedro II. Muito educada e benfazeja, teve grande realce no Paço, onde era benquista de todos. Tocava rabecão.
Foi agraciada baronesa em 23 de setembro de 1874, em atenção aos relevantes serviços prestados no exercício de suas funções. Faleceu solteira e foi sepultada no Cemitério São João Batista, no Rio de Janeiro.